# Chadurie
Chadurie é uma comuna francesa na região administrativa da Nova Aquitânia, no departamento de Charente. Estende-se por uma área de 16,42 km². Em 2010 a comuna tinha 518 habitantes (densidade: 31,5 hab./km²).